# Nikola Stantschew
Nikola Nikolow Stantschew (bulgarisch Никола Николов Станчев,  englisch Nikola Stanchev; * 11. September 1930 in Twardiza, Oblast Burgas; † 13. Juli 2009 in Sofia) war ein bulgarischer Ringer. Er war Olympiasieger 1956 im freien Stil im Mittelgewicht und der erste bulgarische Olympiasieger überhaupt.

## Werdegang
Nikola Stantschew begann erst im Alter von 18 Jahren mit dem Ringen. Der Ringersport befand sich in den 1950er Jahren in Bulgarien in einem schnell voranschreitenden Aufbau. Nikola Stantschew, der nach ersten Erfolgen Mitglied des Sportclubs DCO Uroshai Burgas wurde, war einer der ersten bulgarischen Ringer, die im Freistilringen in die Weltspitze vorstießen.
1953 und 1955 belegte er bei den von den sozialistischen Staaten gelenkten Weltfestspielen der Jugend jeweils den zweiten Platz. 1953 in Bukarest im Weltergewicht hinter dem sowjetischen Sportler Wachtang Balawadse und 1955 in Warschau im Mittelgewicht hinter dem Iraner Abbas Zandi.
1956 nahm er an den Olympischen Spielen in Melbourne teil. Dort schaffte er es im freien Stil im Mittelgewicht als erster Sportler Bulgariens seit Bestehen der olympischen Bewegung der Neuzeit Olympiasieger zu werden. Er besiegte auf dem Weg dazu Giorgi Schirtladse aus der Sowjetunion, Kazuo Katsuramoto aus Japan, Johann Sterr aus der Bundesrepublik Deutschland, Bengt Lindblad aus Schweden und Daniel Hodge aus den Vereinigten Staaten.
Im Jahre 1957 belegte er bei den Weltmeisterschaften im freien Stil in Istanbul im Mittelgewicht den vierten Platz. Er gewann dabei über Bolesław Siderowics aus Polen und Hans Sterr nach Punkten, rang gegen Giorgi Schirtladse unentschieden und verlor gegen Hasan Güngör aus der Türkei.
In den Jahren 1959 und 1960 vertrat Nikola Stantschew Bulgarien in zwei Länderkämpfen gegen die Bundesrepublik Deutschland. 1959 siegte er in München über Ernst Ganßert aus Frankfurt am Main im Halbschwergewicht nach Punkten und 1960 siegte er wiederum im Halbschwergewicht in Sofia über Heinz Eichelbaum aus Oberhausen nach Punkten.
Bei den Olympischen Spielen 1960 in Rom kam Nikola Stantschew nicht mehr zum Einsatz. Er beendete daraufhin seine Laufbahn als aktiver Ringer und wurde Trainer in Burgas. Am 13. Juli 2009 verstarb er unerwartet in Sofia. Er wurde am 15. Juli 2009 in Burgas beigesetzt.
Im Oktober 2009 wurde eine neu gebaute multifunktionale Halle in Burgas nach ihm benannt und 2012 in sein Heimatort eine Statue eingeweiht.

## Internationale Erfolge
(OS = Olympische Spiele, WM = Weltmeisterschaft, F = freier Stil, We = Weltergewicht, Mi = Mittelgewicht, Hs = Halbschwergewicht, damals bis 73 kg, 79 kg und 87 kg Körpergewicht)
- 1953, 2. Platz, Weltfestspiele der Jugend in Bukarest, F, We, hinter Wachtang Balawadse, Sowjetunion und vor Salonen, Finnland;
- 1955, 2. Platz, Weltfestspiele der Jugend in Warschau, F, Mi, hinter Abbas Zandi, Iran und vor Splitek, Tschechoslowakei;
- 1956, Goldmedaille, OS in Melbourne, F, Mi, mit Siegen über Giorgi Schirtladse, UdSSR, Kazuo Katsuramoto, Japan, Johann Sterr, Deutschland, Bengt Lindblad, Schweden und Daniel Hodge, USA;
- 1957, 2. Platz, III. intern. Sportspiele in Moskau, Hs, hinter Anatoli Albul, UdSSR und vor Takagi, Japan;
- 1957, 4. Platz, WM in Istanbul, F, Mi, mit Siegen über Boleslaw Sidorowics, Polen und Johann Sterr, einem Unentschieden gegen Giorgi Schirtladse und einer Niederlage gegen Hasan Güngör, Türkei